# Synaphobranchus calvus
Synaphobranchus calvus is een straalvinnige vissensoort uit de familie van kuilalen (Synaphobranchidae). De wetenschappelijke naam van de soort is voor het eerst geldig gepubliceerd in 2007 door Melo.